# Vallegrande (Bolivia)
Vallegrande è un comune (municipio in spagnolo) della Bolivia nella provincia di Vallegrande (dipartimento di Santa Cruz) con 17.212 abitanti (dato 2010).

## Storia
Il centro abitato venne fondato il 30 marzo 1612 su mandato del viceré del Perù.
Il luogo è principalmente famoso per aver conservato in una fossa comune i resti di Che Guevara per circa trenta anni, dal 1967 fino al 1997.

## Cantoni
Il comune è suddiviso in 16 cantoni:
- Mankaillpa
- Naranjos
- Vallegrande
- El Bello
- Alto Seco
- Masicuri
- Sitanos
- Loma Larga
- Khasa Monte
- Piraymiri
- Temporal
- Guadelupe
- Santa Ana
- Santa Rosita
- Chaco
- San Juan del Tucumancillo